# Релькович, Матия Антун
Матия Антун Релькович (хорв. Matija Antun Relković; 6 января 1732, Давор, Славония — 22 января 1798, Винковцы) — хорватский («славонский») писатель.

## Биография
Сын офицера австрийской армии. Служил офицером в австрийских войсках и во время семилетней войны попал в плен к пруссам. Пребывание на чужбине и знакомство с европейской культурой выразились в примечательном для того времени сатирическом произведении: «Satir iliti divi ćovik» («Сатир или дикий человек», 1-е изд., Дрезден, 1761; 5 изд., 1875 г.; издано в 1793 и 1807 гг. кириллицей, в переводе с литературного славяно-сербского на простой сербский язык). Книга имела чрезвычайный успех. Успеху «Сатира» способствовали живописный язык и близкие и понятные широким массам художественные приёмы его автора. В первой части автор говорит о невежестве и дурных привычках славянского общества, в частности нападает на суетность девиц и их пристрастие к колу (хороводу) — наследию турецкого ига, на обычай «посела» (женских сборищ по праздникам на улице для болтовни и сплетен), на принуждение родителями сыновей при выборе невест и т. п. Во второй части поэмы вымышленный славонец возражает на сатирические выходки автора, стараясь несколько оправдать страну от взведенных на неё обвинений.
Иногда церковно-аскетические взгляды автора напоминают старинных русских писателей, вооружавшихся против совершенно невинных народных игр, хороводов, обычаев и т. д. В сатирических и юмористических изображениях и выходках Рельковича нельзя не признать, однако, большую меткость, жизненность, живость и образность языка, который, в изображении бытовых сценок, переходит почти в чисто народный, освобожденный от тяжёлой славяно-русской примеси. В этом отношении книга Рельковича стоит многим выше других произведений сербской письменности XVIII века, нередко совершенно мертвенных и риторически напыщенных. Релькоич издал ещё «Эзоповы басни» и другие учебные книги для школ; «иллирский» словарь и грамматику, а также перевёл повести индийского сборника «Панчатантра» (Pripovietke Pilpai bramina indianskog mudroznanca).
Релькович написал также первую славонскую грамматику («Нова славонска нимачка граматика», 1767) стал зачинателем художественного перевода у себя на родине: он переводил басни Эзопа и Федра, составил сборник притч, аллегорий и нравоучительных примеров из произведений французских и немецких авторов «Обо всём», пользовавшийся большой популярностью.